# Daniel Cohn-Bendit

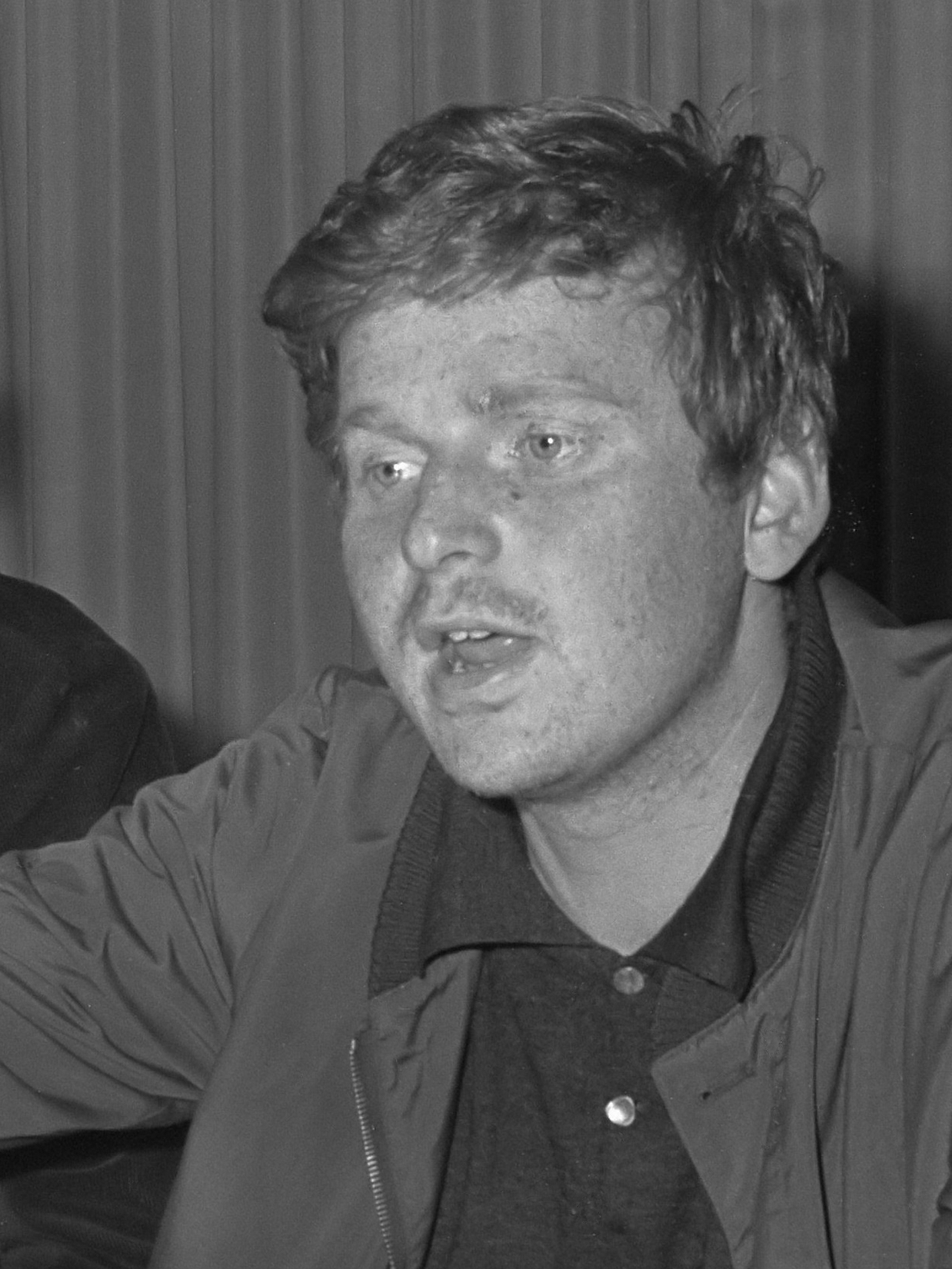
Daniel Cohn-Bendit (1968)

Daniel Cohn-Bendit (ur. 4 kwietnia 1945 w Montauban) – niemiecki polityk, poseł do Parlamentu Europejskiego, reprezentujący w różnych kadencjach Francję i Niemcy.

## Życiorys
Cohn-Bendit urodził się we Francji w niemiecko-żydowskiej rodzinie, która w 1933 roku uciekła przed narodowym socjalizmem. Dzieciństwo spędził w Montauban. W 1958 r. przeniósł się do Niemiec, gdzie jego ojciec był od końca wojny prawnikiem. Uczęszczał do Odenwaldschule w Heppenheim (Bergstraße) w południowej Hesji. Po urodzeniu był oficjalnie bezpaństwowcem. Gdy osiągnął wiek 18 lat, miał prawo do otrzymania obywatelstwa niemieckiego i francuskiego, lecz zrzekł się drugiego, by uniknąć ewentualnego poboru do wojska.
Był jednym z przywódców ruchu studenckiego we Francji i paryskiego Maja 68 . Współorganizował okupację administracji uniwersytetu w Nanterre 22 marca 1968 roku, która zainicjowała masowe protesty . Po zakończeniu okupacji został jednym z liderów nawiązującego do okupacji Ruchu 22 Marca, który zapowiedział na 2 maja organizację protestów w ramach „dnia antyimperialistycznego” w Nanterre . Podczas wydarzeń Maja 68 był zwolennikiem pokojowej taktyki, sprzeciwiał się użyciu przemocy . Zyskał wówczas przydomek „Czerwony Dany”. W 1968 został wydalony z Francji do Niemiec po tym, jak znaleziono przy nim instrukcje produkcji materiałów wybuchowych (Cohn-Bendit był wówczas obywatelem Niemiec) . Po deportacji zamieszkał we Frankfurcie nad Menem, gdzie został redaktorem naczelnym lewicowej gazety „Pflasterstrand” (był nim do 1990). Przyjaźnił się z Joschką Fischerem – związani byli z alternatywnym klubem Batschkapp i założyli ugrupowanie „Revolutionärer Kampf” (Walka Rewolucyjna).
W 1972 roku zatrudniony został we frankfurckim przedszkolu alternatywnym. Pracował w nim ponad 2 lata. W latach 80. zaangażował się w działalność w niemieckiej partii Zielonych. W latach 1989–1994 kierował nowo powołanym miejskim Urzędem ds. Wielokulturowości we Frankfurcie.
Poseł do Parlamentu Europejskiego od 1994, należący do Grupy Zielonych – Wolny Sojusz Europejski. W wyborach w 1999 wszedł do Parlamentu Europejskiego z listy francuskich Zielonych, w 2004 – z listy Zielonych niemieckich, zaś w 2009 ponownie we Francji, z listy skupionej wokół Zielonych koalicji Europe Écologie. W kadencjach 1999–2004 i 2004–2009 oraz 2009-2014 współprzewodniczący Grupy. Członek Komisji Gospodarczej i Monetarnej oraz Komisji Spraw Konstytucyjnych Parlamentu Europejskiego. Popiera ideę federalistyczną w Unii Europejskiej.

## Poglądy
Pomimo długotrwałych związków z ruchami lewicowymi poglądy Cohn-Bendita są bardzo zróżnicowane. W 1956 roku brał udział w zamieszkach skierowanych przeciwko komunistycznej gazecie „L’Humanité” w proteście przeciwko stłumieniu powstania węgierskiego w 1956. W latach 60. zrównywał totalitaryzm radziecki z nacjonalistycznym i krytykował Armię Czerwoną, czym zraził do siebie część ruchu antyfaszystowskiego. Później wspierał interwencję NATO na Bałkanach oraz pierwszą wojnę w Zatoce Perskiej.
Jako lider francuskich Zielonych, w reakcji na katastrofę japońskiej elektrowni jądrowej Fukushima, postulował narodowe referendum w sprawie odejścia od energetyki jądrowej. Francja czerpie 80% energii z elektrowni atomowych, a średni czas pracy 58 elektrowni to 25 lat. Polityk domagał się także zamknięcia istniejących elektrowni i wspierania sektora energii odnawialnych.

## Kontrowersje
W 2001 roku niemiecka dziennikarka Bettina Röhl oskarżyła go o pedofilię na podstawie autocytatów z autobiograficznej książki pt. Wielki Bazar (1975). Podobne relacje zawarł w opublikowanym rok później artykule w piśmie kulturalnym „das da”. W wywiadzie telewizyjnym w 1982 roku Cohn-Bendit opisywał dalsze szczegóły, podkreślając, że „seksualność dziecka jest czymś wspaniałym” i „uczucie rozbierania przez 5-letnią dziewczynkę jest fantastyczne, bo jest to gra o absolutnie erotycznym charakterze”. Wypowiedzi te były później wielokrotnie krytykowane przez przeciwników politycznych Cohn-Bendita, m.in. przez Declana Ganleya oraz Le Pena. W 2001 roku Cohn-Bendit przyznał, że jego opowieści „dzisiaj byłyby nieakceptowalne”. W 2009 roku podczas debaty z Ganleyem Cohn-Bendit wyjaśnił, że wypowiedzi te były wynikiem szerszego społecznego trendu eksperymentów społecznych, w tym badań nad „dziecięcą seksualnością”, na fali rewolucji seksualnej.

## Publikacje
Po polsku ukazały się dwie jego książki, obie w Wydawnictwie Krytyki Politycznej:
- Maj '68. Rewolta, pod red. Daniela Cohn-Bendita i Rüdigera Dammanna, tłum. Sława Lisiecka, Zdzisław Jaskuła, przedmowa Adam Ostolski, Warszawa 2008, ISBN 978-83-61006-28-2.[12]
- Co robić? Mały traktat o wyobraźni politycznej na użytek Europejczyków, przeł. Agnieszka Adamczak, wstęp Jakub Bożek, Warszawa 2010, ISBN 978-83-61006-82-4[13].